# Индийски национален конгрес
Индийският национален конгрес (ИНК), наричан още Партия на конгреса, е индийска политическа партия. Тя е най-добре представената отделна партия в 14-ия парламент на Индия (2004 – 2009). Конгресът играе важна роля в движението за независимост на Индия и участва в повечето правителства на страната от независимостта ѝ до днес, включително образуваното през 2004 г.

## История
Индийският национален конгрес възниква първоначално в Индия като политическа партия, изразяваща предимно интересите на индийските дребни и средни селяни (което е преобладаващата част от индийците през 19. век), интересите на които години наред отстоява дългогодишният юрист Мохандас Карамчанд Ганди (известен като Махатма Ганди), който е и основен създател на партията. Още в периода на британското колониално владичество през 1921 г. Индийският национален конгрес създава контакти със Съветска Русия, и от 1922 г. със СССР. ИНК управлява в Индия от обявяването на независимостта през 1947 до загубата на Индира Ганди в общите избори през 1977. Партията е създадена през 1885 г., като целта ѝ е била да даде подготовка на индийците за управленските постове, като е получавала подкрепа от британските вицекрале до пристигането на Кързън през 1898 г. Именно негово е било решението за разделянето на Бенгалия на две провинции през 1905 г., което е било посрещнато враждебно от опозицията в лицето на Конгреса, предвождана от индуския екстремист Бал Гангадар Тилак, наследен от Мохандас Карамчанд Ганди през 1915 г. (по това време започва да преобладава идеята за гражданско неподчинение без насилие).
По-късно, след обявяването на независимостта под ръководството на Джавахарлал Неру (министър-председател на Индия от 1947 г. до смъртта му през 1964 г.) Конгресът се превръща във всеобщо политическо движение, в което са допуснати представители с предимно националистически убеждения, между които обаче не присъстват леви и десни екстремисти, и се задълбочават връзките със СССР и социалистическите страни от Източна Европа и Азия, както и се създават силни връзки с арабския свят. Както Джавахарлал Неру, така и дъщеря му Индира Ганди, която става председател на ИНК след смъртта му и министър-председател на Индия, провъзгласяват, че тяхна основна цел е индийският път на социализма – линия на политика, която прави Индия основен съветски съюзник в Южна Азия (без да влиза в СИВ и Варшавския договор) и държава, която укрепва и в икономическо и военно отношение с мощен съветски военен арсенал, като в това време съветско-китайските отношения се влошават. Между ръководителите на СССР и Индия Леонид Брежнев, Джавахарлал Неру и Индира Ганди започват постоянни визити с цел перманентно взаимно информиране за съвместните инициативи. През 1964 г. са установени стратегически съюзни отношения с КПСС. Индия е сред основателите на възникналото Движение на необвързаните държави. Тази структура на партията се запазва, макар и за малко да губи депутатски места в изборите от 1967 г. Въпреки това председателката на ИНК Индира Ганди увеличава своя авторитет както в Индия, така и в света, създавайки силен култ на уважение към своята личност, по подобие на баща си Джавахарлал Неру и предшественика му Махатма Ганди. Във външната си политика Ганди подкрепя безрезервно съветската политика и застава на страната на Египет, Сирия и Ливан във войните им с Израел през 1970-те години. Индира Ганди създава и близки отношения със социалистическите държави в Източна Европа извън СССР, като НР България, СР Румъния и Германската демократична република, като между Ганди и първите партийни и държавни ръководители на тези страни – Тодор Живков, Николае Чаушеску и Ерих Хонекер – се създават близки съвместни политически действия, между Индийския национален конгрес и редица партии в социалистическите страни, като с РКП в Румъния, БЗНС (казионен) в България и Германската селска партия в ГДР са установени международни връзки през 1976 г.
Загубата на изборите през 1977 г. дава възможност за настъпване на незначителни промени в Конгреса и партията идва отново на власт начело с Индира Ганди, избрана отново с пълно мнозинство през 1980 г. за министър-председател на Индия. Икономическото състояние на Индия се подобрява в сравнение с предходния период, а в международен план Индира Ганди подкрепя съветското навлизане в Афганистан, ислямската революция в Иран, като изгражда близко приятелски отношения с иракския президент Саддам Хюсеин и осъжда политиката на Израел по окупацията на Южен Ливан и Голанските възвишения в Сирия. Вътрешните етнически конфликти довеждат до убийството на Индира Ганди през 1984 г. от един от телохранителите ѝ, тайно изразявал политически и религиозно различия с нея, а на нейно място председател на ИНК и министър-председател на Индия става синът ѝ Раджив Ганди, който продължава политиката на майка си по отношение на вътрешноикономическата и етническата сфера, а в международно отношение продължава съюза със СССР и социалистическите страни, както и с арабските държави, и индийския път на социализма. Макар и този период да съвпада с Перестройката на Михаил Горбачов в СССР, Раджив Ганди, въпреки че продължава отношенията със СССР, не подкрепя Перестройката на Горбачов, без да се конфронтира с него, но подобно на майка си е убит през 1991 г. ИНК под нейно ръководство се задържа 9 години на власт, след което от ноември 1989 г. до юни 1991 г. с малка изборна победа Нарасинха Рао, доскорошен министър на външните работи на Индия създава правителство с независими депутати, което се задържа до май 1996 г., когато губи новите избори и Рао подава оставка. ИНК съумява да възстанови позициите си в парламента като поддръжник на коалиционното правителство на Обединения фронт. През 1998 г. партията има нов партиен лидер – Соня Ганди, съпруга на Раджив Ганди.